# 9.ª etapa de la Vuelta a España 2024
La 9.ª etapa de la Vuelta a España 2024 tuvo lugar el 25 de agosto de 2024 y consistió en una etapa de media montaña con inicio en la ciudad de Motril y final en Granada sobre un recorrido de 178,5 km. Esta fue ganada por el británico Adam Yates del UAE Team Emirates, el australiano Ben O'Connor del Decathlon AG2R La Mondiale Team consiguió mantener el liderato.

## Clasificación de la etapa[2]
| Motril - Granada | etapa de montaña | (178,5 km) |

| \| Clasificación de la etapa \| Clasificación de la etapa \| Clasificación de la etapa \| Clasificación de la etapa \| Clasificación de la etapa \| \| Ciclista \| Ciclista \| Equipo \| Tiempo \| \| \| ------------------------- \| ------------------------- \| -------------------------- \| ------------------------- \| ------------------------- \| \| 1.º \| Adam Yates \| UAE Team Emirates \| 4 h 42 min 28 s \| \| \| 2.º \| Richard Carapaz \| EF Education-EasyPost \| + 1 min 39 s \| \| \| 3.º \| Ben O'Connor \| Decathlon-AG2R La Mondiale \| + 3 min 45 s \| \| \| 4.º \| Mikel Landa \| Soudal Quick-Step \| + 3 min 45 s \| \| \| 5.º \| Florian Lipowitz \| Red Bull-Bora-Hansgrohe \| + 3 min 45 s \| \| \| 6.º \| Pavel Sivakov \| UAE Team Emirates \| + 3 min 45 s \| \| \| 7.º \| Carlos Rodríguez \| Ineos Grenadiers \| + 3 min 45 s \| \| \| 8.º \| Primož Roglič \| Red Bull-Bora-Hansgrohe \| + 3 min 45 s \| \| \| 9.º \| David Gaudu \| Groupama-FDJ \| + 3 min 45 s \| \| \| 10.º \| Enric Mas \| Movistar Team \| + 3 min 45 s \| \| |                  |                            |                 |
| |                  |                            |                 |
| Fuente: ProCyclingStats |                  |                            |                 |
| Clasificación de la etapa |                  |                            |                 |
| Ciclista | Ciclista         | Equipo                     | Tiempo          |
| 1.º | Adam Yates       | UAE Team Emirates          | 4 h 42 min 28 s |
| 2.º | Richard Carapaz  | EF Education-EasyPost      | + 1 min 39 s    |
| 3.º | Ben O'Connor     | Decathlon-AG2R La Mondiale | + 3 min 45 s    |
| 4.º | Mikel Landa      | Soudal Quick-Step          | + 3 min 45 s    |
| 5.º | Florian Lipowitz | Red Bull-Bora-Hansgrohe    | + 3 min 45 s    |
| 6.º | Pavel Sivakov    | UAE Team Emirates          | + 3 min 45 s    |
| 7.º | Carlos Rodríguez | Ineos Grenadiers           | + 3 min 45 s    |
| 8.º | Primož Roglič    | Red Bull-Bora-Hansgrohe    | + 3 min 45 s    |
| 9.º | David Gaudu      | Groupama-FDJ               | + 3 min 45 s    |
| 10.º | Enric Mas        | Movistar Team              | + 3 min 45 s    |

## Clasificaciones al final de la etapa

### Clasificación general[3]
| \| Clasificación general \| Clasificación general \| Clasificación general \| Clasificación general \| Clasificación general \| \| Ciclista \| Ciclista \| Equipo \| Tiempo \| \| \| --------------------- \| --------------------- \| -------------------------- \| --------------------- \| --------------------- \| \| 1.º \| Ben O'Connor \| Decathlon-AG2R La Mondiale \| 36 h 09 min 36 s \| \| \| 2.º \| Primož Roglič \| Red Bull-Bora-Hansgrohe \| + 3 min 53 s \| \| \| 3.º \| Richard Carapaz \| EF Education-EasyPost \| + 4 min 32 s \| \| \| 4.º \| Enric Mas \| Movistar Team \| + 4 min 35 s \| \| \| 5.º \| Mikel Landa \| Soudal Quick-Step \| + 5 min 17 s \| \| \| 6.º \| Florian Lipowitz \| Red Bull-Bora-Hansgrohe \| + 5 min 29 s \| \| \| 7.º \| Adam Yates \| UAE Team Emirates \| + 5 min 30 s \| \| \| 8.º \| Felix Gall \| Decathlon-AG2R La Mondiale \| + 5 min 30 s \| \| \| 9.º \| Carlos Rodríguez \| Ineos Grenadiers \| + 6 min 00 s \| \| \| 10.º \| David Gaudu \| Groupama-FDJ \| + 6 min 32 s \| \| |                  |                            |                  |
| |                  |                            |                  |
| Fuente: ProCyclingStats |                  |                            |                  |
| Clasificación general |                  |                            |                  |
| Ciclista | Ciclista         | Equipo                     | Tiempo           |
| 1.º | Ben O'Connor     | Decathlon-AG2R La Mondiale | 36 h 09 min 36 s |
| 2.º | Primož Roglič    | Red Bull-Bora-Hansgrohe    | + 3 min 53 s     |
| 3.º | Richard Carapaz  | EF Education-EasyPost      | + 4 min 32 s     |
| 4.º | Enric Mas        | Movistar Team              | + 4 min 35 s     |
| 5.º | Mikel Landa      | Soudal Quick-Step          | + 5 min 17 s     |
| 6.º | Florian Lipowitz | Red Bull-Bora-Hansgrohe    | + 5 min 29 s     |
| 7.º | Adam Yates       | UAE Team Emirates          | + 5 min 30 s     |
| 8.º | Felix Gall       | Decathlon-AG2R La Mondiale | + 5 min 30 s     |
| 9.º | Carlos Rodríguez | Ineos Grenadiers           | + 6 min 00 s     |
| 10.º | David Gaudu      | Groupama-FDJ               | + 6 min 32 s     |

### Clasificación por puntos[4]
| Clasificación por puntos | Clasificación por puntos | Clasificación por puntos   | Clasificación por puntos | Clasificación por puntos |
| Ciclista                 | Ciclista                 | Equipo                     | Puntos                   |                          |
| ------------------------ | ------------------------ | -------------------------- | ------------------------ | ------------------------ |
| 1.º                      | Wout van Aert            | Team Visma \| Lease a Bike | 203 pts                  |                          |
| 2.º                      | Kaden Groves             | Alpecin-Deceuninck         | 162 pts                  |                          |
| 3.º                      | Pavel Bittner            | Team dsm-firmenich PostNL  | 81 pts                   |                          |
| 4.º                      | Primož Roglič            | Red Bull-Bora-Hansgrohe    | 66 pts                   |                          |
| 5.º                      | Ben O'Connor             | Decathlon-AG2R La Mondiale | 65 pts                   |                          |
| 6.º                      | Mathias Vacek            | Lidl-Trek                  | 57 pts                   |                          |
| 7.º                      | Stefan Küng              | Groupama-FDJ               | 51 pts                   |                          |
| 8.º                      | Corbin Strong            | Israel-Premier Tech        | 49 pts                   |                          |
| 9.º                      | Lennert Van Eetvelt      | Lotto Dstny                | 48 pts                   |                          |
| 10.º                     | Pau Miquel               | Equipo Kern Pharma         | 48 pts                   |                          |

### Clasificación de la montaña[5]
| Clasificación de la montaña | Clasificación de la montaña | Clasificación de la montaña | Clasificación de la montaña | Clasificación de la montaña |
| Ciclista                    | Ciclista                    | Equipo                      | Puntos                      |                             |
| --------------------------- | --------------------------- | --------------------------- | --------------------------- | --------------------------- |
| 1.º                         | Adam Yates                  | UAE Team Emirates           | 22 pts                      |                             |
| 2.º                         | Primož Roglič               | Red Bull-Bora-Hansgrohe     | 18 pts                      |                             |
| 3.º                         | David Gaudu                 | Groupama-FDJ                | 18 pts                      |                             |
| 4.º                         | Jay Vine                    | UAE Team Emirates           | 17 pts                      |                             |
| 5.º                         | Sylvain Moniquet            | Lotto Dstny                 | 16 pts                      |                             |
| 6.º                         | Filippo Zana                | Team Jayco AlUla            | 11 pts                      |                             |
| 7.º                         | Pelayo Sánchez              | Movistar Team               | 10 pts                      |                             |
| 8.º                         | Luis Ángel Maté             | Euskaltel-Euskadi           | 9 pts                       |                             |
| 9.º                         | Ben O'Connor                | Decathlon-AG2R La Mondiale  | 9 pts                       |                             |
| 10.º                        | Richard Carapaz             | EF Education-EasyPost       | 9 pts                       |                             |

### Clasificación de los jóvenes[6]
| Clasificación del mejor joven | Clasificación del mejor joven | Clasificación del mejor joven | Clasificación del mejor joven | Clasificación del mejor joven |
| Ciclista                      | Ciclista                      | Equipo                        | Tiempo                        |                               |
| ----------------------------- | ----------------------------- | ----------------------------- | ----------------------------- | ----------------------------- |
| 1.º                           | Florian Lipowitz              | Red Bull-Bora-Hansgrohe       | 36 h 15 min 05 s              |                               |
| 2.º                           | Carlos Rodríguez              | Ineos Grenadiers              | + 31 s                        |                               |
| 3.º                           | Mattias Skjelmose             | Lidl-Trek                     | + 1 min 49 s                  |                               |
| 4.º                           | Lennert Van Eetvelt           | Lotto Dstny                   | + 3 min 26 s                  |                               |
| 5.º                           | Max Poole                     | Team dsm-firmenich PostNL     | + 31 min 27 s                 |                               |
| 6.º                           | Isaac Del Toro                | UAE Team Emirates             | + 33 min 17 s                 |                               |
| 7.º                           | Matthew Riccitello            | Israel-Premier Tech           | + 36 min 30 s                 |                               |
| 8.º                           | Giovanni Aleotti              | Red Bull-Bora-Hansgrohe       | + 37 min 47 s                 |                               |
| 9.º                           | Cian Uijtdebroeks             | Team Visma \| Lease a Bike    | + 38 min 55 s                 |                               |
| 10.º                          | Mauri Vansevenant             | Soudal Quick-Step             | + 40 min 46 s                 |                               |

### Clasificación por equipos[7]
| Clasificación por equipos | Clasificación por equipos  | Clasificación por equipos | Clasificación por equipos |
| Equipo                    | Equipo                     | Tiempo                    |                           |
| ------------------------- | -------------------------- | ------------------------- | ------------------------- |
| 1.º                       | UAE Team Emirates          | 108 h 43 min 16 s         |                           |
| 2.º                       | Decathlon-AG2R La Mondiale | + 5 min 03 s              |                           |
| 3.º                       | Red Bull-Bora-Hansgrohe    | + 6 min 10 s              |                           |
| 4.º                       | Groupama-FDJ               | + 30 min 01 s             |                           |
| 5.º                       | Israel-Premier Tech        | + 42 min 35 s             |                           |
| 6.º                       | Ineos Grenadiers           | + 46 min 08 s             |                           |
| 7.º                       | Team Visma \| Lease a Bike | + 48 min 52 s             |                           |
| 8.º                       | Movistar Team              | + 49 min 21 s             |                           |
| 9.º                       | Lidl-Trek                  | + 58 min 01 s             |                           |
| 10.º                      | Soudal Quick-Step          | + 58 min 37 s             |                           |

## Abandonos
- João Almeida (UAE Team Emirates) no tomó la salida por COVID.[8]
- Rainer Kepplinger (Bahrain Victorious) no terminó la etapa.
- Antonio Tiberi (Bahrain Victorious) no terminó la etapa.[9]
- Joshua Tarling (INEOS Grenadiers) no terminó la etapa.